# Njegoševo
Ne doit pas être confondu avec Njegoševo (Šamac).
Njegoševo (en serbe cyrillique : Његошево) est un village de Serbie situé dans la province autonome de Voïvodine. Il fait partie de la municipalité de Bačka Topola dans le district de Bačka septentrionale. Au recensement de 2011, il comptait 526 habitants.

## Démographie

### Évolution historique de la population
| 1948  | 1953  | 1961  | 1971 | 1981 | 1991 | 2002 | 2011 |
| ----- | ----- | ----- | ---- | ---- | ---- | ---- | ---- |
| 1 606 | 1 135 | 1 090 | 923  | 752  | 635  | 632  | 526  |

|  |

## Personnalité
Le poète Miroslav Maksimović est né dans le village en 1946.